# Appendicula angustifolia
Appendicula angustifolia är en orkidéart som beskrevs av Carl Ludwig von Blume. Appendicula angustifolia ingår i släktet Appendicula och familjen orkidéer. Inga underarter finns listade i Catalogue of Life.